# Félix Charrupí
Félix Eduardo Charrupí Mina (Villavicencio, Meta, 13 de mayo de 2001) es un futbolista colombiano. Juega como mediocampista central y su equipo actual es el Atlético Bucaramanga de la Primera División de Colombia.

## Carrera en clubes

### C. Atlético Nacional

#### Llegada al profesionalismo
Tras pasar cerca de siete años compitiendo en las inferiores del Atlético Nacional; finalmente el 10 de febrero de 2019 recibe su primera convocatoria para el primer equipo, llamado por Paulo Autuori, entonces técnico del equipo, para un partido ante el Atlético Huila por el Torneo Apertura 2019. Sin embargo, su debut profesional se da días después, el 24 de febrero de 2019; por un partido por el mismo Torneo Apertura 2019 ante Unión Magdalena, ingresando al juego como titular.

#### Pasantía en el C. D. Estoril Praia
Para el segundo semestre de 2019 hace una pasantía desde el Atlético Nacional junto con su compañero en el club, Ewil Murillo, en el equipo U23 del Estoril Praia de Portugal.
Dura un año en Estoril, sin embargo, tras no lograr la continuidad deseada en el equipo portugués, retorna a Medellín, a presentarse de nuevo al Atlético Nacional.

### Atlético F. C.

#### Consolidación en el profesionalismo
Para el segundo semestre de 2020, Félix es presentado en el Atlético de Cali, saliendo en condición de préstamo desde el Atlético Nacional. Semestre en el que muestra regularidad en su juego, y logra sumar minutos importantes.
Para el 2021 logra asentarse en el equipo caleño, consiguiendo así su consolidación en el profesionalismo; finalizando la temporada siendo importante para el entonces técnico, Giovanni Hernández.

### Real Cartagena F. C.
En enero de 2022 es presentado como nuevo refuerzo del Real Cartagena, llegando en condición de préstamo por un año desde el Atlético Nacional.
En su paso por el cuadro ‘heroico’ disputa diecinueve partidos, registrando un gol y una asistencia, en medio de una interrumpida temporada para Félix, aunque con buen rendimiento.

### C. Atlético Nacional (2.ª etapa)
Regresa el primer semestre de 2023 al Atlético Nacional para disputar el Torneo Apertura 2023, sin embargo, es segregado por el entonces cuerpo técnico del equipo, encabezado por Paulo Autuori.
Ese semestre termina siendo convocado solamente a dos partidos, y jugando solo uno.

### Envigado F. C.

#### Consolidación en primera
Para el segundo semestre de 2023, es presentado como refuerzo en Envigado F. C.; en una cesión hasta junio de 2024 desde el Atlético Nacional.
Tal temporada termina siendo importante para Félix, tras lograr afianzarse y tener regularidad en un equipo de Primera División; termina su paso de un año en el naranja disputando veinticinco partidos, en los que registró tres goles y una asistencia.
A pesar de conseguir dicha regularidad, tras finalizar la cesión, el Atlético Nacional decide rescindir prematuramente su vínculo contractual con el volante; terminando así su nexo, después de doce años en el club.

### Millonarios F. C.
En julio de 2024 es anunciado como nuevo jugador de Millonarios, llegando libre a pedido de su entonces DT, Alberto Gamero; próximo a disputar el segundo semestre de la Temporada 2024.

## Selección nacional

### Colombia Sub-20
Su primer acercamiento a su selección nacional se da en mayo de 2021 cuando es citado junto a su compañero en Atlético, Nelson Mosorongo; para un microciclo preparatorio por el entonces técnico de la categoría Sub-20, Arturo Reyes.

## Estadísticas

### Clubes
Actualizado al último partido jugado el 10 de abril de 2024.
| Club                            | Div.            | Temporada       | Liga  | Liga  | Liga   | Copas | Copas | Copas  | Internacional | Internacional | Internacional | Total | Total | Total  | Media goleadora |
| Club                            | Div.            | Temporada       | Part. | Goles | Asist. | Part. | Goles | Asist. | Part.         | Goles         | Asist.        | Part. | Goles | Asist. | Media goleadora |
| ------------------------------- | --------------- | --------------- | ----- | ----- | ------ | ----- | ----- | ------ | ------------- | ------------- | ------------- | ----- | ----- | ------ | --------------- |
| C. Atlético Nacional · Colombia | 1.ª             | 2019            | 1     | -     | -      | -     | -     | -      | -             | -             | -             | 1     | -     | -      | -               |
| C. Atlético Nacional · Colombia | Total 1.ª etapa | Total 1.ª etapa | 1     | -     | -      | -     | -     | -      | -             | -             | -             | 1     | -     | -      | -               |
| Atlético F. C. · Colombia       | 2.ª             | 2020            | -     | -     | -      | -     | -     | -      | -             | -             | -             | -     | -     | -      | -               |
| Atlético F. C. · Colombia       | 2.ª             | 2021            | 23    | 2     | -      | 1     | -     | -      | -             | -             | -             | 24    | 2     | -      | 0,08            |
| Atlético F. C. · Colombia       | Total club      | Total club      | 23    | 2     | -      | 1     | -     | -      | -             | -             | -             | 24    | 2     | -      | 0,08            |
| Real Cartagena F. C. · Colombia | 2.ª             | 2022            | 17    | 1     | 1      | 2     | -     | -      | -             | -             | -             | 19    | 1     | 1      | 0,05            |
| Real Cartagena F. C. · Colombia | Total club      | Total club      | 17    | 1     | 1      | 2     | -     | -      | -             | -             | -             | 19    | 1     | 1      | 0,05            |
| C. Atlético Nacional · Colombia | 1.ª             | 2023            | 1     | -     | -      | -     | -     | -      | -             | -             | -             | 1     | -     | -      | -               |
| C. Atlético Nacional · Colombia | Total 2.ª etapa | Total 2.ª etapa | 1     | -     | -      | -     | -     | -      | -             | -             | -             | 1     | -     | -      | -               |
| C. Atlético Nacional · Colombia | Total club      | Total club      | 2     | -     | -      | -     | -     | -      | -             | -             | -             | 2     | -     | -      | -               |
| Envigado F. C. · Colombia       | 1.ª             | 2023            | 13    | 2     | -      | -     | -     | -      | -             | -             | -             | 13    | 2     | -      | 0,15            |
| Envigado F. C. · Colombia       | 1.ª             | 2024            | 11    | 1     | 1      | 1     | -     | -      | -             | -             | -             | 12    | 1     | 1      | 0,08            |
| Envigado F. C. · Colombia       | Total club      | Total club      | 24    | 3     | 1      | 1     | -     | -      | -             | -             | -             | 25    | 3     | 1      | 0,12            |
| Millonarios F. C. · Colombia    | 1.ª             | 2024            | -     | -     | -      | -     | -     | -      | -             | -             | -             | -     | -     | -      | -               |
| Millonarios F. C. · Colombia    | Total club      | Total club      | -     | -     | -      | -     | -     | -      | -             | -             | -             | -     | -     | -      | -               |
| Total carrera                   | Total carrera   | Total carrera   | 66    | 6     | 2      | 4     | -     | -      | -             | -             | -             | 70    | 6     | 2      | 0,08            |
| 1. 2. 3.                        |                 |                 |       |       |        |       |       |        |               |               |               |       |       |        |                 |